# Acolastus lugubris
Acolastus lugubris là một loài bọ cánh cứng trong họ Chrysomelidae. Loài này được Berti & Rapilly miêu tả khoa học năm 1973.